# Ferrières-sur-Sichon
Ferrières-sur-Sichon is een gemeente in het Franse departement Allier in de regio Auvergne-Rhône-Alpes en telt 561 inwoners (1999). De plaats maakt deel uit van het arrondissement Vichy.

## Geografie
De oppervlakte van Ferrières-sur-Sichon bedraagt 39,5 km², de bevolkingsdichtheid is 14,2 inwoners per km². Onderdeel van de gemeente is Glozel.
De onderstaande kaart toont de ligging van Ferrières-sur-Sichon met de belangrijkste infrastructuur en aangrenzende gemeenten.

## Demografie
Onderstaande figuur toont het verloop van het inwonertal (bron: INSEE-tellingen).
Vanwege een beveiligingsprobleem met de MediaWiki Graph-software is het momenteel niet mogelijk deze grafiek weer te geven. Zodra de software is bijgewerkt zal de grafiek vanzelf weer zichtbaar worden.